# اسکاگراک (فیلم)
اسکاگراک (انگلیسی: Skagerrak) فیلمی در ژانر درام است که در سال ۲۰۰۳ منتشر شد.